# 박서아
박서아는 브레이브걸스의 전직 가수이자 유튜버이다.

## 수상
- 2019 아프리카TV BJ 대상 시상식 신인상